# Taijutsu
Taijutsu (体術 - pron.:Tai-Djítsú) é o nome dado para o sistema de combate desarmado originalmente criado no Japão, pela elite dos guerreiros do Clã Minamoto ao final do período Heian (794-1185) e praticado em relativo sigilo, até por volta do início do período Meiji (1868 - 1912).
A palavra Taijutsu é composto por dois ideogramas japoneses, chamados de Kanji:

## 体:Tai / Karada (corpo)

### 術:Jutsu / Jïtsu (técnica / habilidade)
No Japão, é o termo dado ao sistema para combate e defesa pessoal, utilizado pelos guerreiros (Bushi), em situações específicas: ou quando não se poderia fazer uso de armas, ou quando não se dispunha imediatamente dos mesmos.

## Taijutsu no Brasil
No Brasil, como descendente oficial na técnica japonesa de combate há apenas o sistema Hakushin Taijutsu , desenvolvido pelo Shihan Jóji Enomóto, PhD., com base nos ensinamentos de seu sensei e avô, Sensei Hanaki Kazuyoshi e amplamente difundido na cidade de São Paulo/ SP, desde o início dos anos 90.
Hakushin Taijutsu é a síntese criada pelo Shihan Franco Jóji Enomóto, Escritor e PhD. em Medicina Oriental e Acupuntura, com base nos ensinamentos de seu Avô, o Sensei Hanaki Kazuyoshi.

### Prática do Taijutsu no Brasil
No Brasil, o Hakushin Taijutsu foi colocado a prova e adotado pela Classe Especial da Polícia Civil de São Paulo (Dr. Taniguchi Mitsuyuki), pela Tropa de Elite da Polícia Militar do Estado de São Paulo (2005 à 2015) na:
- ROTA (Rondas Ostensivas Tobias de Aguiar);
- GATE (Grupo de Ações Táticas Especiais);
- COE (Comando de Ações Especiais);
- BPChq (Batalhão de Choque da Polícia Militar);
*Nota: se procura a arte taijutsu mostrada no anime Naruto, veja em Taijutsu (Naruto).